# Rhinolophus megaphyllus
Rhinolophus megaphyllus là một loài động vật có vú trong họ Dơi lá mũi, bộ Dơi. Loài này được Gray mô tả năm 1834.